# 走马塘
走馬塘又名钱溪、钱家浜，是中華人民共和國上海市嘉定區、宝山区和虹口區的一條河流。該河西起嘉定區封浜，東至虹口區與沙涇港相連，全长约20.8公里。走马塘這一名稱最早见于明朝万历年間修撰的《嘉定县志》。走马塘为五代十国时期的吴越君主钱镠所開通，钱溪、钱家浜之名由此而來。南宋將領韩世忠曾在江湾、大场一带駐扎，並经常率领士兵在钱溪附近走马练兵，所以該河又名走马塘。